# Бріджертони: Історія королеви Шарлотти
«Бріджертони: Історія королеви Шарлотти» (англ. Queen Charlotte: A Bridgerton Story) — американський серіал, спіноф «Бріджертонів». Прем'єра відбулася 4 травня 2023 року на Netflix.

## Сюжет
Дія серіалу розгортається в альтернативній Великій Британії XVIII століття, де починає встановлюватись расова рівноправність. У центрі сюжету — відносини між майбутньою королевою Британії  Шарлоттою Мекленбург-Стреліцькою та її чоловіком, королем Георгом III.

## В ролях
- Індія Амартейфіо[en] — молода королева Шарлотта (1761)
- Мішель Фейрлі — Августа, принцеса-вдова Уельська, мати короля Георга (1761)
- Корі Мілкріст — молодий король Георг III (1761)
- Арсема Томас[en]— молода Агата, леді Денбері, фрейліна королеви Шарлотти (1761)
- Сем Клемметт — молодий Брімслі, секретар королеви (1761)
- Фредді Денніс — Рейнольдс, секретар короля (1761)
- Голда Рошевель[en] — королева Шарлотта (1817)
- Рут Геммелл — Вайолет, вдова віконтеса Бріджертон, мати дітей Бріджертонів (1817)
- Аджоа Андо — Агата, леді Денбері, прониклива правителька лондонського суспільства (1817)
- Г'ю Сакс[en] — Брімслі, секретар королеви (1817)
- Джулія Ендрюс — голос леді Віслдаун (1817)

## Виробництво та прем'єра

### Розробка
Про розробку серіалу було оголошено в травні 2021 року. Серіал складається з шести епізодів. У квітні 2022 року художник-постановник Дейв Ерроусміт був звільнений через звинувачення в знущаннях на знімальному майданчику.

### Кастинг
30 березня 2022 року було оголошено, що Голда Рошевель, Аджоа Андо, Рут Геммелл та Г'ю Сакс повернуться до своїх роллей. Індія Амартейфіо, Мішель Ферлі, Корі Мілкріст, Арсема Томас, Сем Клемметт, Річард Каннінгем, Тунджі Касім, Роб Мелоні та Сіріл Нрі отримали ролі в серіалі.  У червні 2022 року Кеті Брайбен і Кір Чарльз також отримали ролі. Через місяць Конні Дженкінс-Гріг приєдналася до акторського складу в ролі молодої Вайолет Бріджертон.

### Зйомки
Зйомки серіалу мали початися в січні 2022 року, проте розпочалися 6 лютого 2022 року під робочою назвою «Коштовності» та завершилися в травні 2022 року.

## Сприйняття
На вебсайті агрегатора рецензій Rotten Tomatoes із 51 рецензії критиків 92 % відгуків є позитивними та з середньою оцінкою 7,7/10. Вебсайт зазначає: «Яскравий роман між двома найцікавішими персонажами саги про Бріджертонів, королевою Шарлоттою та королем Георгом ІІІ. Це побічний продукт, який, можливо, вдосконалює сюжет основного серіалу». Metacritic, який використовує середньозважену оцінку, присвоїв оцінку 76 зі 100 на основі 28 критиків, вказуючи на «схвальні відгуки».